# Liste des divisions françaises de la Première Guerre mondiale
Pendant la Première Guerre mondiale, l'Armée française est organisée en armées puis en corps d'armée qui regroupent eux-mêmes des divisions.

## Infanterie
| Nom                                        | Date de formation | Date de dissolution | Ancien nom | Notes (théâtre d'opérations, ...)                                                      |
| ------------------------------------------ | ----------------- | ------------------- | --- | -------------------------------------------------------------------------------------- |
| 1re division d'infanterie                  | mobilisation      | -                   | |                                                                                        |
| 2e division d'infanterie                   | mobilisation      | -                   | Également appelée division d'infanterie Brulard du 18 au 22 septembre 1914. |                                                                                        |
| 3e division d'infanterie                   | mobilisation      | -                   | |                                                                                        |
| 4e division d'infanterie                   | mobilisation      | -                   | |                                                                                        |
| 5e division d'infanterie                   | mobilisation      | -                   | Renommée division d'infanterie provisoire Mangin du 9 décembre 1914 au 13 avril 1915.                                                                                            |                                                                                        |
| 6e division d'infanterie                   | mobilisation      | -                   | |                                                                                        |
| 7e division d'infanterie                   | mobilisation      | -                   | Renommée division d'infanterie provisoire Weywada du 28 septembre au 12 octobre 1915.                                                                                            |                                                                                        |
| 8e division d'infanterie                   | mobilisation      | -                   | |                                                                                        |
| 9e division d'infanterie                   | mobilisation      | -                   | |                                                                                        |
| 10e division d'infanterie                  | mobilisation      | -                   | |                                                                                        |
| 11e division d'infanterie                  | mobilisation      | -                   | |                                                                                        |
| 12e division d'infanterie                  | mobilisation      | -                   | |                                                                                        |
| 13e division d'infanterie                  | mobilisation      | -                   | |                                                                                        |
| 14e division d'infanterie                  | mobilisation      | -                   | |                                                                                        |
| 15e division d'infanterie                  | mobilisation      | -                   | |                                                                                        |
| 16e division d'infanterie                  | mobilisation      | -                   | |                                                                                        |
| 17e division d'infanterie                  | mobilisation      | -                   | |                                                                                        |
| 18e division d'infanterie                  | mobilisation      | -                   | |                                                                                        |
| 19e division d'infanterie                  | mobilisation      | -                   | |                                                                                        |
| 20e division d'infanterie                  | mobilisation      | -                   | |                                                                                        |
| 21e division d'infanterie                  | mobilisation      | -                   | |                                                                                        |
| 22e division d'infanterie                  | mobilisation      | -                   | |                                                                                        |
| 23e division d'infanterie                  | mobilisation      | -                   | |                                                                                        |
| 24e division d'infanterie                  | mobilisation      | -                   | |                                                                                        |
| 25e division d'infanterie                  | mobilisation      | -                   | |                                                                                        |
| 26e division d'infanterie                  | mobilisation      | -                   | |                                                                                        |
| 27e division d'infanterie                  | mobilisation      | -                   | |                                                                                        |
| 28e division d'infanterie                  | mobilisation      | -                   | |                                                                                        |
| 29e division d'infanterie                  | mobilisation      | -                   | |                                                                                        |
| 30e division d'infanterie                  | mobilisation      | -                   | | Désignée pour l'armée d'Orient en décembre 1916.                                       |
| 31e division d'infanterie                  | mobilisation      | -                   | |                                                                                        |
| 32e division d'infanterie                  | mobilisation      | -                   | |                                                                                        |
| 33e division d'infanterie                  | mobilisation      | -                   | |                                                                                        |
| 34e division d'infanterie                  | mobilisation      | -                   | |                                                                                        |
| 35e division d'infanterie                  | mobilisation      | -                   | |                                                                                        |
| 36e division d'infanterie                  | mobilisation      | -                   | |                                                                                        |
| 37e division d'infanterie                  | mobilisation      | -                   | |                                                                                        |
| 38e division d'infanterie                  | mobilisation      | -                   | |                                                                                        |
| 39e division d'infanterie                  | mobilisation      | -                   | |                                                                                        |
| 40e division d'infanterie                  | mobilisation      | -                   | |                                                                                        |
| 41e division d'infanterie                  | mobilisation      | -                   | |                                                                                        |
| 42e division d'infanterie                  | mobilisation      | -                   | |                                                                                        |
| 43e division d'infanterie                  | mobilisation      | -                   | |                                                                                        |
| 44e division d'infanterie                  | mobilisation      | -                   | |                                                                                        |
| 45e division d'infanterie                  | mobilisation      | -                   | |                                                                                        |
| 46e division d'infanterie                  | mars 1916         | -                   | |                                                                                        |
| 47e division d'infanterie                  | janvier 1915      | -                   | |                                                                                        |
| 48e division d'infanterie                  | février 1915      | -                   | Division d'infanterie combinée du 7e corps d'armée du 3 au 6 février 1915 |                                                                                        |
| 51e division d'infanterie                  | mobilisation      | -                   | |                                                                                        |
| 52e division d'infanterie                  | mobilisation      | -                   | |                                                                                        |
| 53e division d'infanterie                  | mobilisation      | -                   | |                                                                                        |
| 54e division d'infanterie                  | mobilisation      | octobre 1914        | | Disloquée à partir du 4 septembre 1914, dissoute le 27 octobre 1914.                   |
| 55e division d'infanterie                  | mobilisation      | -                   | |                                                                                        |
| 56e division d'infanterie                  | mobilisation      | -                   | |                                                                                        |
| 57e division d'infanterie                  | mobilisation      | -                   | | Désignée pour l'armée d'Orient en octobre 1916.                                        |
| 58e division d'infanterie                  | mobilisation      | -                   | |                                                                                        |
| 59e division d'infanterie                  | mobilisation      | -                   | |                                                                                        |
| 60e division d'infanterie                  | mobilisation      | -                   | |                                                                                        |
| 61e division d'infanterie                  | mobilisation      | -                   | |                                                                                        |
| 62e division d'infanterie                  | mobilisation      | -                   | |                                                                                        |
| 63e division d'infanterie                  | mobilisation      | août 1918           | | Transformée en 1re division d'infanterie polonaise (pl) le 6 août 1918.                |
| 64e division d'infanterie                  | mobilisation      | -                   | |                                                                                        |
| 65e division d'infanterie                  | mobilisation      | août 1918           | | Transformée en 2e division marocaine le 4 août 1918.                                   |
| 66e division d'infanterie                  | mobilisation      | -                   | | Infanterie divisionnaire uniquement constituée de chasseurs à partir de novembre 1916. |
| 67e division d'infanterie                  | mobilisation      | -                   | |                                                                                        |
| 68e division d'infanterie                  | mobilisation      | -                   | |                                                                                        |
| 69e division d'infanterie                  | mobilisation      | -                   | |                                                                                        |
| 70e division d'infanterie                  | mobilisation      | -                   | |                                                                                        |
| 71e division d'infanterie                  | mobilisation      | -                   | |                                                                                        |
| 72e division d'infanterie                  | mobilisation      | -                   | |                                                                                        |
| 73e division d'infanterie                  | mobilisation      | -                   | |                                                                                        |
| 74e division d'infanterie                  | mobilisation      | -                   | |                                                                                        |
| 75e division d'infanterie                  | mobilisation      | novembre 1914       | | Dissoute le 6 novembre 1914.                                                           |
| 76e division d'infanterie                  | octobre 1914      | -                   | Division de Vassart du 5 septembre au 12 octobre 1914. |                                                                                        |
| 77e division d'infanterie                  | octobre 1914      | -                   | Division Barbot du 5 au 30 septembre 1914. Division B du détachement de Maud'huy du 30 septembre au 12 octobre 1914.                                                             |                                                                                        |
| 81e division d'infanterie                  | avril 1917        | janvier 1918        | 81e division d'infanterie territoriale jusqu'au 31 mars 1917. | Transformée en 1re division de cavalerie à pied le 10 janvier 1918.                    |
| 87e division d'infanterie                  | avril 1917        | -                   | 87e division d'infanterie territoriale jusqu'au 4 avril 1917. |                                                                                        |
| 88e division d'infanterie                  | février 1917      | décembre 1917       | 88e division d'infanterie territoriale jusqu'au 28 février 1917 | Dissoute le 15 décembre 1917.                                                          |
| 97e division d'infanterie                  | avril 1917        | janvier 1918        | 89e division d'infanterie territoriale jusqu'au 14 avril 1917. | Dissoute le 16 janvier 1918, ses éléments forment la 2e division de cavalerie à pied.  |
| 120e division d'infanterie                 | juin 1915         | -                   | |                                                                                        |
| 121e division d'infanterie                 | juin 1915         | -                   | |                                                                                        |
| 122e division d'infanterie                 | juin 1915         | -                   | Division provisoire Tassin du 9 décembre 1914 au 27 avril 1915. Division provisoire Guérin du 27 avril au 15 juin 1915.                                                          | Désignée pour l'armée d'Orient en octobre 1915.                                        |
| 123e division d'infanterie                 | juin 1915         | -                   | |                                                                                        |
| 124e division d'infanterie                 | juin 1915         | -                   | |                                                                                        |
| 125e division d'infanterie                 | juin 1915         | -                   | |                                                                                        |
| 126e division d'infanterie                 | juin 1915         | -                   | |                                                                                        |
| 127e division d'infanterie                 | juin 1915         | -                   | |                                                                                        |
| 128e division d'infanterie                 | juin 1915         | -                   | |                                                                                        |
| 129e division d'infanterie                 | juin 1915         | -                   | |                                                                                        |
| 130e division d'infanterie                 | juillet 1915      | novembre 1917       | | Dissoute le 11 novembre 1917.                                                          |
| 131e division d'infanterie                 | juillet 1915      | -                   | |                                                                                        |
| 132e division d'infanterie                 | juillet 1915      | -                   | Division de marche de Verdun ou Division de Morlaincourt du 23 septembre 1914 au 2 juillet 1915.                                                                                 |                                                                                        |
| 133e division d'infanterie                 | mars 1916         | -                   | 105e division d'infanterie territoriale jusqu'au 20 mars 1916. |                                                                                        |
| 134e division d'infanterie                 | août 1916         | -                   | |                                                                                        |
| 151e division d'infanterie                 | mars 1915         | -                   | |                                                                                        |
| 152e division d'infanterie                 | mars 1915         | -                   | |                                                                                        |
| 153e division d'infanterie                 | mars 1915         | -                   | |                                                                                        |
| 154e division d'infanterie                 | mars 1915         | -                   | |                                                                                        |
| 155e division d'infanterie                 | avril 1915        | avril 1915          | | Constituée le 8 avril 1915 par ordre du 9 mars, dissoute le 15 avril.                  |
| 156e division d'infanterie                 | mars 1915         | -                   | Renommée 2e division d'infanterie du CEO du 29 avril au 28 septembre 1915. Renommée Division de Serbie puis 1re division d'infanterie de l'AO du 28 septembre au 15 octobre 1915 | Désignée pour le corps expéditionnaire d'Orient (puis armée d'Orient) en avril 1915.   |
| 157e division d'infanterie                 | avril 1915        | -                   | |                                                                                        |
| 158e division d'infanterie                 | août 1915         | novembre 1917       | | Dissoute le 5 novembre 1917.                                                           |
| 161e division d'infanterie                 | octobre 1916      | -                   | |                                                                                        |
| 162e division d'infanterie                 | novembre 1916     | -                   | |                                                                                        |
| 163e division d'infanterie                 | novembre 1916     | -                   | |                                                                                        |
| 164e division d'infanterie                 | novembre 1916     | -                   | |                                                                                        |
| 165e division d'infanterie                 | novembre 1916     | -                   | |                                                                                        |
| 166e division d'infanterie                 | janvier 1917      | -                   | |                                                                                        |
| 167e division d'infanterie                 | décembre 1916     | -                   | |                                                                                        |
| 168e division d'infanterie                 | janvier 1917      | -                   | |                                                                                        |
| 169e division d'infanterie                 | janvier 1917      | -                   | |                                                                                        |
| 170e division d'infanterie                 | janvier 1917      | -                   | |                                                                                        |
| Division marocaine                         | mobilisation      | -                   | Renommée 1re division marocaine à partir du 1er juillet 1918. |                                                                                        |
| 2e division marocaine                      | août 1918         | -                   | 65e division d'infanterie jusqu'au 4 août 1918. |                                                                                        |
| 2e division d'infanterie coloniale         | mobilisation      | -                   | |                                                                                        |
| 3e division d'infanterie coloniale         | mobilisation      | -                   | |                                                                                        |
| 10e division d'infanterie coloniale        | mai 1918          | -                   | |                                                                                        |
| 11e division d'infanterie coloniale        | janvier 1917      | -                   | | Créée à l'Armée d'Orient.                                                              |
| 15e division d'infanterie coloniale        | juin 1915         | -                   | |                                                                                        |
| 16e division d'infanterie coloniale        | juillet 1915      | -                   | | Désignée pour l'Armée d'Orient en novembre 1916.                                       |
| 17e division d'infanterie coloniale        | janvier 1916      | -                   | 1re division d'infanterie du CEO du 22 février au 5 octobre 1915. 1re division d'infanterie du CED du 5 octobre 1915 au 6 janvier 1916                                           | Créée à l'Armée d'Orient.                                                              |
| Division d'infanterie provisoire Gérôme    | septembre 1916    | octobre 1916        | | Créée à l'Armée d'Orient.                                                              |
| Division d'infanterie provisoire de Mailly | mai 1915          | juin 1915           | Division d'infanterie provisoire Toulorge du 24 au 28 mai 1915. |                                                                                        |

## Infanterie territoriale
| Nom                                     | Date de formation                         | Date de dissolution                       | Notes |
| --------------------------------------- | ----------------------------------------- | ----------------------------------------- | --- |
| 81e division d'infanterie territoriale  | mobilisation                              | avril 1917                                | Forme la 81e division d'infanterie active le 8 avril 1917.                                                                                               |
| 82e division d'infanterie territoriale  | mobilisation                              | juin 1915                                 | Dissoute du 23 au 29 juin 1915. |
| 83e division d'infanterie territoriale  | mobilisation                              | -                                         | |
| 84e division d'infanterie territoriale  | mobilisation                              | juillet 1915                              | Dissoute le 7 juillet 1915. |
| 85e division d'infanterie territoriale  | mobilisation                              | juin 1915                                 | Dissoute le 14 juin 1915. |
| 86e division d'infanterie territoriale  | mobilisation                              | juin 1915                                 | Dissoute le 18 juin 1915. |
| 87e division d'infanterie territoriale  | mobilisation                              | avril 1917                                | Forme la 87e division d'infanterie active le 5 avril 1917.                                                                                               |
| 88e division d'infanterie territoriale  | mobilisation                              | mars 1917                                 | Appelée 88e division mixte du 25 juillet au 17 novembre 1916. Forme la 88e division d'infanterie active le 6 mars 1917.                                  |
| 89e division d'infanterie territoriale  | mobilisation                              | juin 1917                                 | Dissoute le 17 juin 1917. |
| 90e division d'infanterie territoriale  | mobilisation                              | septembre 1914                            | Dissoute le 16 septembre 1914. |
| 91e division d'infanterie territoriale  | mobilisation                              | juin 1915                                 | Dissoute le 15 juin 1915. |
| 92e division d'infanterie territoriale  | mobilisation                              | juillet 1915                              | Dissoute le 7 juillet 1915. |
| 93e division d'infanterie territoriale  | non créée                                 | non créée                                 | non créée |
| 94e division d'infanterie territoriale  | septembre 1914                            | octobre 1914                              | Dissoute le 3 octobre 1914, une partie de ses éléments forment la 90e division d'infanterie territoriale.                                                |
| 95e division d'infanterie territoriale  | décision en septembre 1914 mais non créée | décision en septembre 1914 mais non créée | décision en septembre 1914 mais non créée |
| 96e division d'infanterie territoriale  | septembre 1914                            | juin 1915                                 | Dissoute le 15 juin 1915. |
| 97e division d'infanterie territoriale  | octobre 1914                              | avril 1917                                | Forme la 97e division d'infanterie active le 25 avril 1917.                                                                                              |
| 98e division d'infanterie territoriale  | décision en octobre 1914 mais non créée   | décision en octobre 1914 mais non créée   | décision en octobre 1914 mais non créée |
| 99e division d'infanterie territoriale  | janvier 1915                              | août 1916                                 | Dissoute le 13 août 1916. |
| 100e division d'infanterie territoriale | février 1915                              | janvier 1917                              | Dissoute le 5 janvier 1917. |
| 101e division d'infanterie territoriale | mai 1915                                  | novembre 1916                             | Dissoute le 26 novembre 1916. |
| 102e division d'infanterie territoriale | mai 1915                                  | mai 1916                                  | Dissoute le 1er mai 1916. |
| 103e division d'infanterie territoriale | août 1915                                 | mars 1916                                 | Dissoute le 1er mars 1916. |
| 104e division d'infanterie territoriale | août 1915                                 | novembre 1916                             | Dissoute le 5 novembre 1916. |
| 105e division d'infanterie territoriale | août 1915                                 | mars 1916                                 | Groupement Sud de la défense mobile de Belfort du 14 octobre 1914 au 9 août 1915. Transformée en 133e division d'infanterie active du 3 au 20 mars 1916. |

## Cavalerie
| Nom                                                     | Date de formation | Date de dissolution |
| ------------------------------------------------------- | ----------------- | ------------------- |
| 1re division de cavalerie                               | mobilisation      | -                   |
| 2e division de cavalerie                                | mobilisation      | -                   |
| 3e division de cavalerie                                | mobilisation      | -                   |
| 4e division de cavalerie                                | mobilisation      | -                   |
| 5e division de cavalerie                                | mobilisation      | -                   |
| 6e division de cavalerie                                | mobilisation      | -                   |
| 7e division de cavalerie                                | mobilisation      | juillet 1917        |
| 8e division de cavalerie                                | mobilisation      | août 1916           |
| 9e division de cavalerie                                | mobilisation      | juin 1916           |
| 10e division de cavalerie                               | mobilisation      | juin 1916           |
| 1re division de cavalerie à pied                        | janvier 1918      | -                   |
| 2e division de cavalerie à pied                         | janvier 1918      | -                   |
| Division de cavalerie provisoire de Cornulier-Lucinière | août 1914         | septembre 1914      |
| Division de cavalerie provisoire de Cornulier-Lucinière | novembre 1916     | novembre 1916       |
| Division de cavalerie provisoire Beaudemoulin           | septembre 1914    | octobre 1914        |
| Division de cavalerie provisoire Brécart                | avril 1917        | mai 1917            |